# A Naifa
A Naifa es un proyecto musical portugués nacido en 2004, que conjuga los lenguajes clásicos del fado con el pop rock.
El grupo fue fundado por Luís Varatojo, Maria Antónia Mendes, João Aguardela y Vasco Vaz. Las canciones del grupo son creadas a partir de poemas de autores portugueses como Adília Lopes, José Mário Silva y José Luís Peixoto.
En 2004, lanzaron su álbum estrella: Canções Subterrâneas. 3 Minutos Antes de a Maré Echer, lanzado en 2006, fue el segundo disco del grupo. En 2008 editan Uma Inocente Inclinação para o Mal, con las letras de João Aguardela.
El bajista de la banda, João Aguardela, fallece el 18 de enero de 2009, a causa de un cáncer de estómago, en el Hospital da Luz de Lisboa. Un año después, el grupo vuelve a los escenarios y saca un libro que incluye un DVD en directo. El libro es un intento de retratar el universo de A Naifa, visto desde dentro y desde fuera. El DVD contiene un concierto grabado en la gira de 2008, y un documental producido en 2006.
El grupo continúa con los nuevos integrantes: Sandra Baptista (bajo) y Samuel Palitos. Se pueden ver en el Festival Womad y en varios conciertos por el continente africano: Namibia, Botsuana, etc.

## Integrantes
- Luís Varatojo (guitarra portuguesa)
- Sandra Baptista (bajo)
- Maria Antónia Mendes (vocalista)
- Samuel Palitos (batería)

## Antiguos integrantes
- João Aguardela (bajo)
- Vasco Vaz (batería)

## Discografía
- Canções Subterrâneas (2004)
- 3 Minutos Antes de a Maré Encher (2006)
- Uma Inocente Inclinação Para o Mal (2008)
- Não se deitam comigo corações obedientes (2012)